# Carex shiriyajirensis
Carex shiriyajirensis är en halvgräsart som beskrevs av Shigeo Akiyama och Misao Tatewaki. Carex shiriyajirensis ingår i släktet starrar, och familjen halvgräs.
Artens utbredningsområde är Kurilerna. Inga underarter finns listade i Catalogue of Life.